# 林村公立黃福鑾紀念學校
林村公立黃福鑾紀念學校（英語：Lam Tsuen Public Wong Fook Luen Memorial School，簡稱黃福鑾或WFL）是香港大埔區一所男女全日制資助小學，於1988年落成，並於2004年轉型為全日制小學。該校主要以中文授課，辦學團體為大埔林村鄉發展教育委員會。學校因黃福鑾後裔捐助創校經費以建成，故以黃福鑾冠名。學校為畢業生設有校友會。鄰近有迦密聖道中學、神召會康樂中學和大埔官立小學。

## 學校歷史
林村公立黃福鑾紀念學校創立於1988年，創立之初為一所半日制學校。2004年，林村公立學校因收生不足問題與黃福鑾紀念學校合併，令學校成為一所全日制學校。

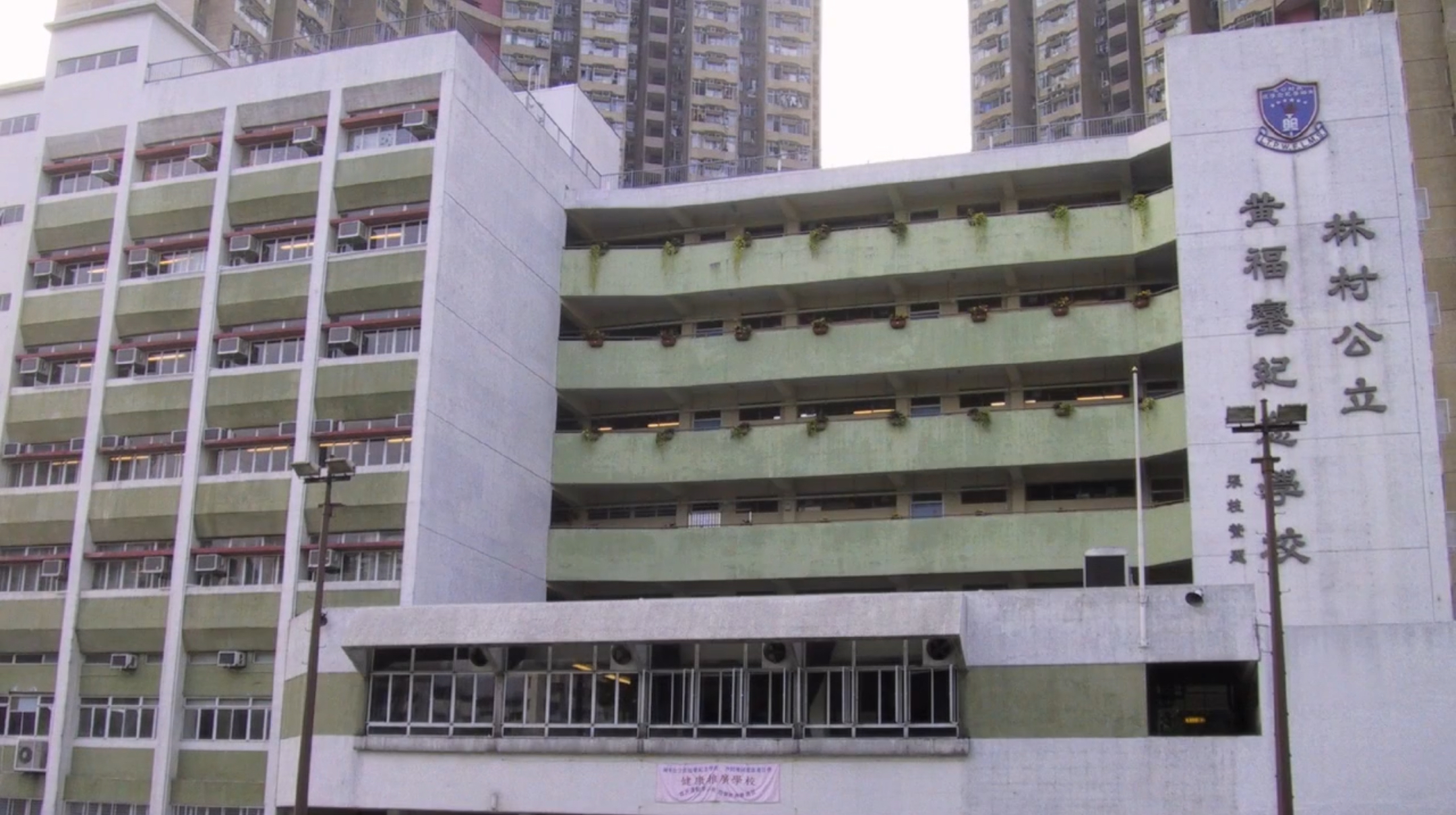
校舍翻新前

## 黃福鑾教授生平
黃福鑾教授生於一九一五年，他以優異成績從香港考入國立中山大學取得歷史系學士及碩士學位。畢常後教授獲賞識延聘於省立文理學院。其時日寇侵華，隨著學院在內地遷徙逃避戰火，過著顛沛的生活。回到香港後，獲崇基學院（其後中文大學成立時主要學院之一）聘任並擔任歷史系主任多年，於一九七二年在香港中文大學歷史系退休。
黃教授一生奮鬥，堅持理想。他關懷下一代和孜孜不倦的冶學態度，足以讓後學借鑑。五十年代後期，黃教授除在專上教育界任職，桃李滿門外，仍有感於香港的中小學沿用一九二零至三零年代內地出版的教科書，內容和香港的情況脫節。有見及此，他聯同友好策畫編纂適合本土教科書。他在日間教學，晚上夙夜不眠地編寫中華歷史教科書，尚要兼顧出版社的發展。由他牽頭創辦的「現代教育研究社」，至今仍為教育事業而努力。
身為歷史學者，黃教授認為四史（史記、漢書、後漢書、三國志）的浩瀚史料、是讀史之人甚至是華人必讀，有警世之效。他於六十年代初，編纂索引，以人手建立這資料搜尋工具，窮十三年的努刀，自資及獲得美國哈佛燕京學社等的補助下編纂和出版四史常引，為的是方便後人治學。三十多年後此概念啟發了索引的電子版本、可見他當年的遠見和毅力。
黃教授於一九八五年離世，黃氏哲裔資助本校命名以紀念他對教育矢志不渝的精神。